# Połczyn-Zdrój

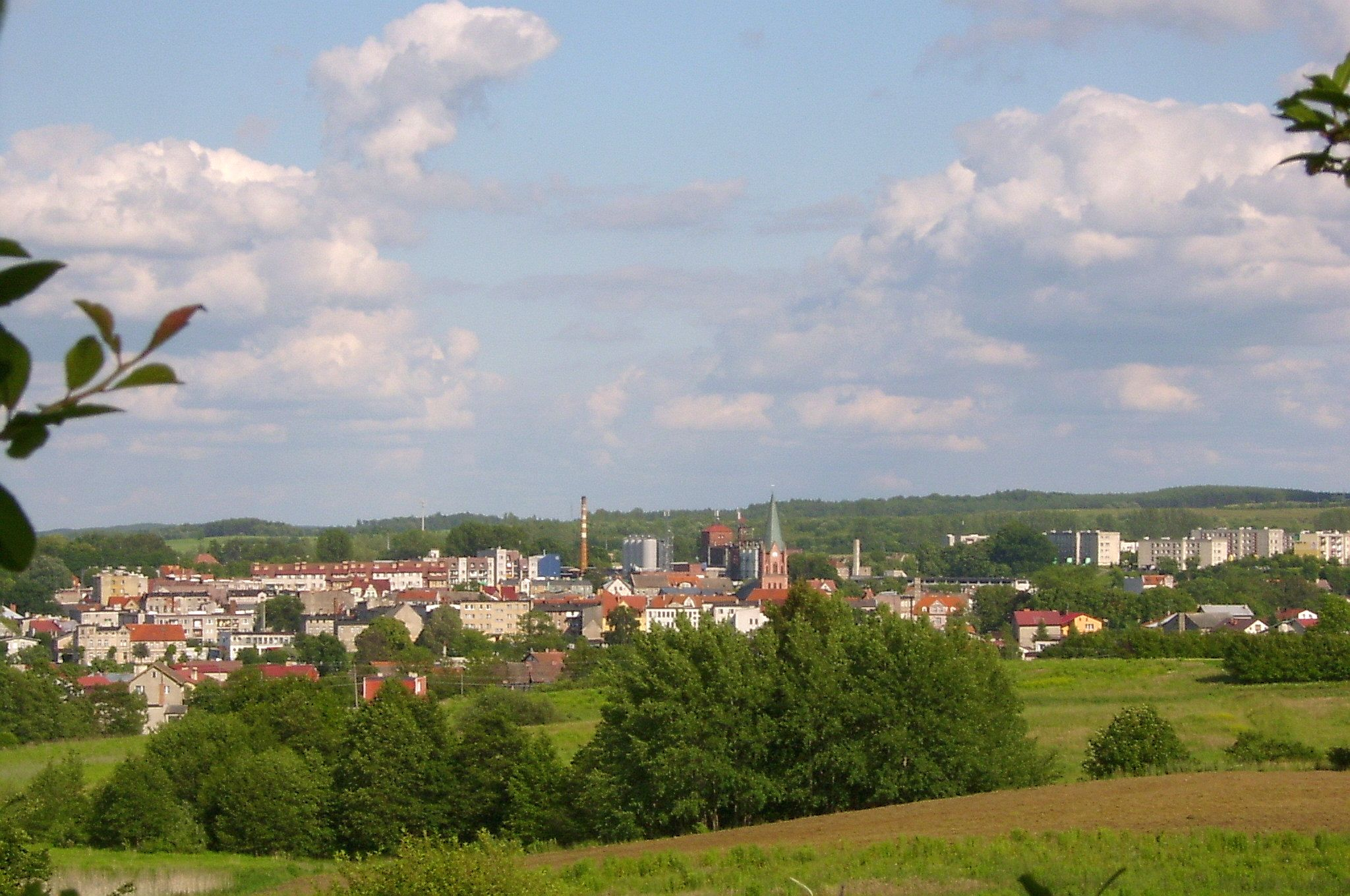
Stadtpanorama

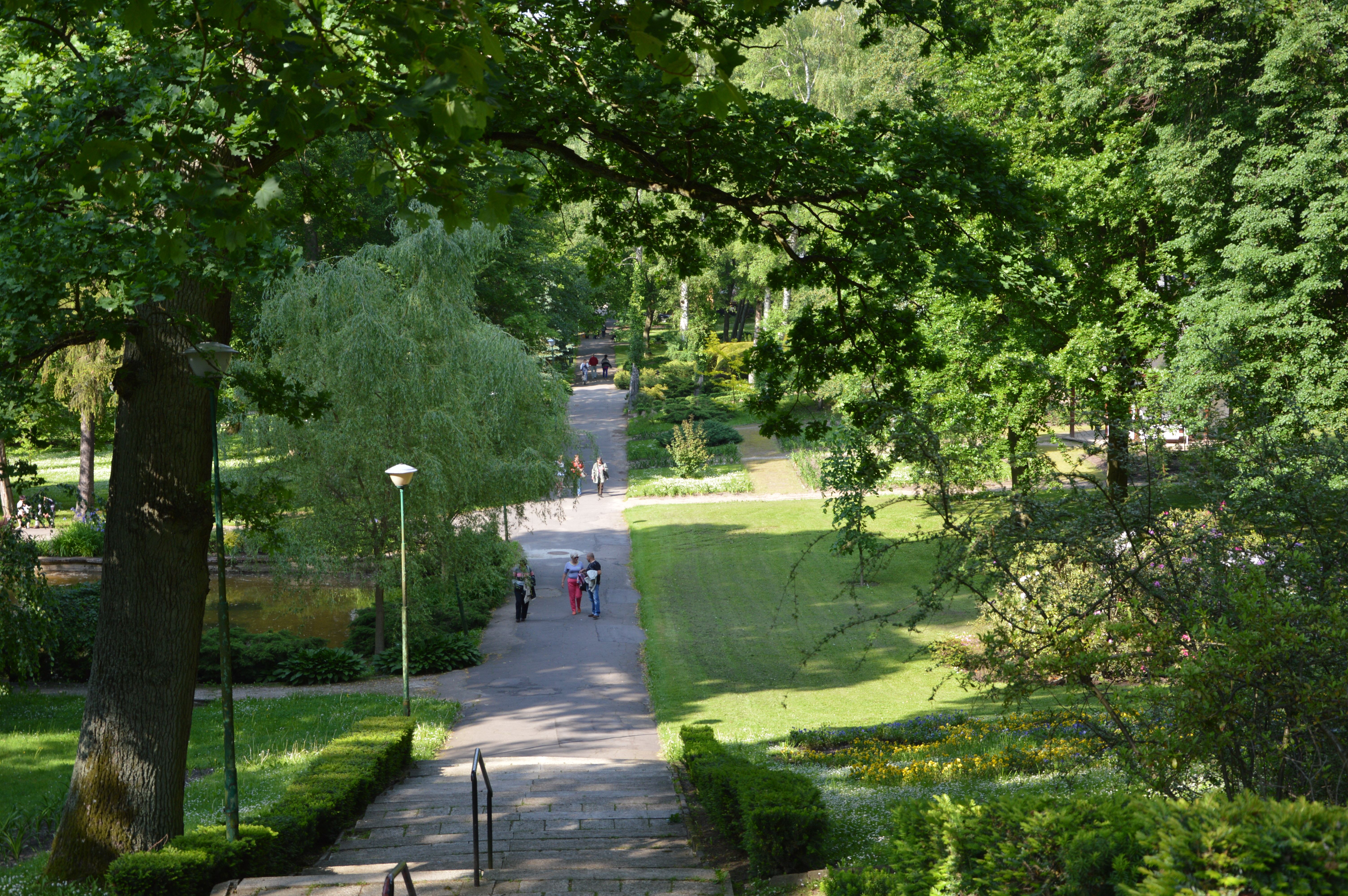
Kurpark

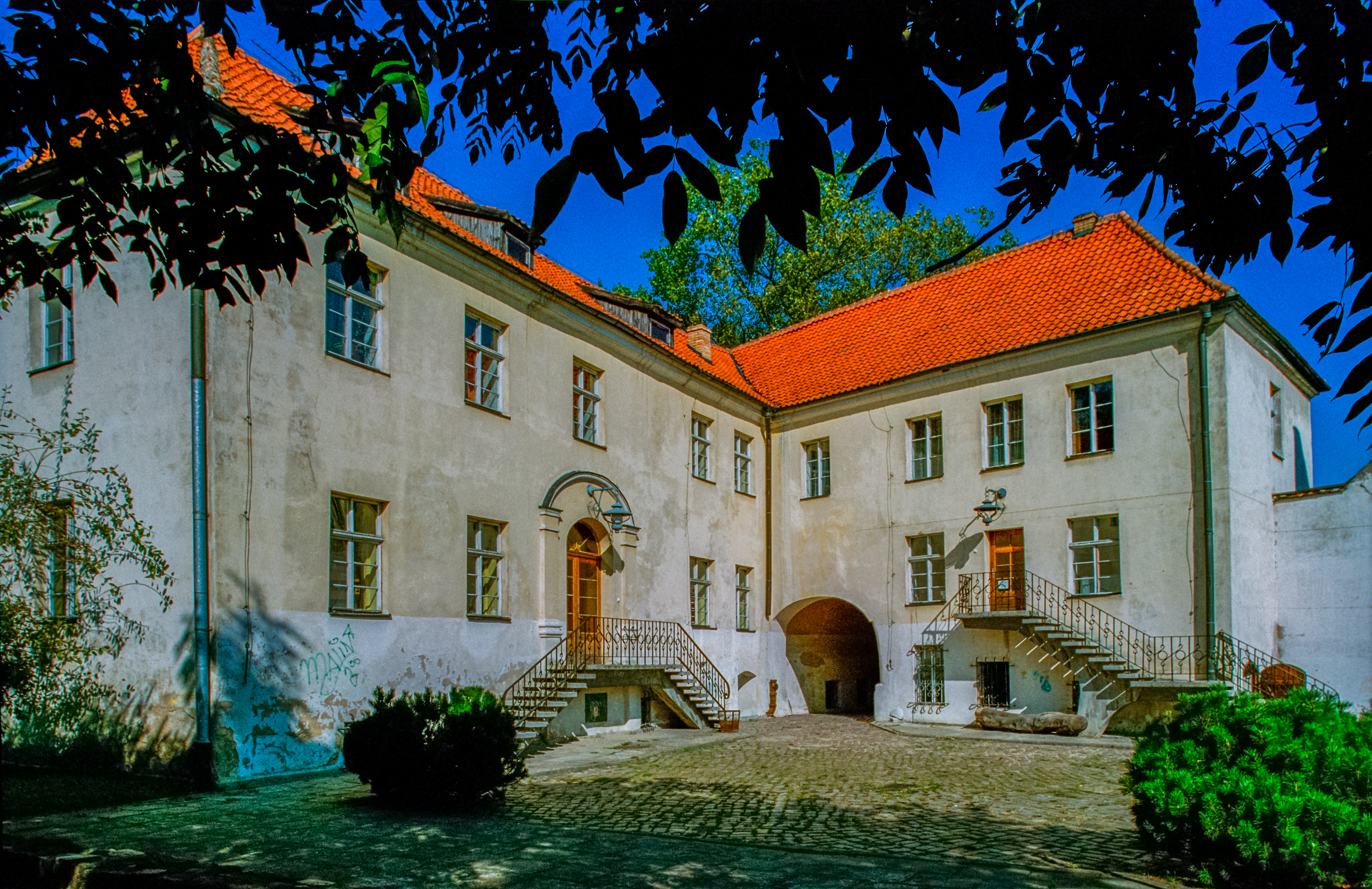
Schloss Bad Polzin

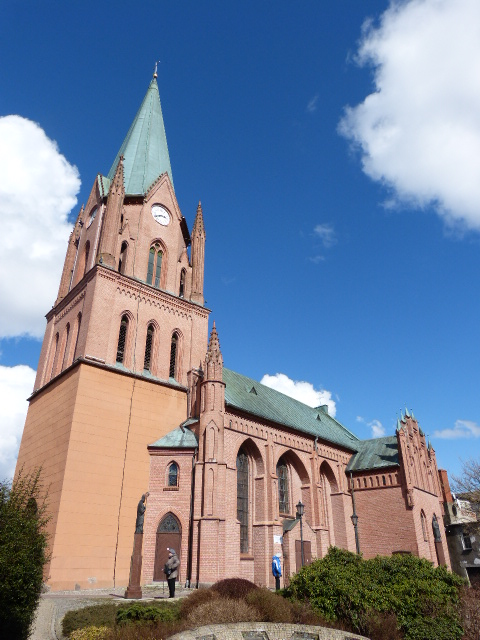
Marienkirche

Połczyn-Zdrój ['pɔwtʃɨn zdruj] (deutsch Bad Polzin) ist eine Kleinstadt mit etwa 8600 Einwohnern im Powiat Świdwiński (Schivelbeiner Kreis) der polnischen Woiwodschaft Westpommern und Sitz der gleichnamigen Stadt- und Landgemeinde. Die Stadt ist ein staatlich anerkannter Kurort.

## Geographische Lage
Die Stadt liegt in Hinterpommern, in der Pommerschen Schweiz, am Nordhang des Pommerschen Höhenrückens in einer Niederung, durch die der Wuggerbach und der Taubenbach fließen, etwa 134 Kilometer nordöstlich von Stettin auf 92 m über dem Meeresspiegel.
Die nächsten Nachbarstädte sind im Westen Świdwin (Schivelbein), 24 Kilometer entfernt, und im Norden Białogard (Belgard an der Persante), 30 Kilometer entfernt. Die Entfernung nach Koszalin (Köslin) im Norden beträgt 57 Kilometer.

## Stadt Połczyn-Zdrój(Bad Polzin)

### Geschichte
Im 13. Jahrhundert bestand in der Gegend des späteren Polzin bereits eine slawische Siedlung. In seiner Nachbarschaft ließen sich Ende des Jahrhunderts Benediktinermönche nieder, gründeten eine deutsche Siedlung, und um 1290 errichtete vermutlich der Templerorden dort ein Schloss. Anfang des 14. Jahrhunderts wurden die Familien von Zozenow und von Glasenapp Eigentümer des Ortes, und Hasso von Wedell erwarb 1320 das Schloss. 1337 wird Hasso von Wedel-Polzin als Mitbesitzer genannt. Die Herzöge von Pommern-Wolgast verliehen Polzin 1335 das lübische Stadtrecht. 1374 brachte Gerd von Manteuffel die Stadt in seinen Besitz. Er ließ einen Befestigungswall um die Stadt anlegen und veranlasste den Bau des Wardiner und des Jagertower Tores. Im Konflikt zwischen Pommern, Polen und dem Deutschen Ritterorden besetzen polnische Söldner 1466 das Polziner Schloss. Sie konnten erst von Pommernherzog Erich II. nach heftigen Kämpfen wieder vertrieben werden. Aus dem 16. und 17. Jahrhundert gibt es kaum Nachrichten über Polzin. Es ist lediglich belegt, dass im Jahre 1418 eine Kirche gestanden hat, die 1591 mit dem Namen Marienkirche erwähnt wird.
Den Status eines Badekurortes verdankt Bad Polzin der Entdeckung eines Schmiedes im Jahre 1688. Dieser hatte einem Freund, der an einer Augenentzündung litt, geraten, sein Leiden einmal mit dem milchig-trüben Wasser einer Quelle, die er in der Nähe des Flusses Wugger entdeckt hatte, zu behandeln. Nachdem das Quellwasser tatsächlich Linderung schuf und der Polziner Pastor Joachim Engelke dies publik gemacht hatte, wurde die Heilquelle von vielen Leidenden aufgesucht. Sie stammten bald auch nicht mehr nur aus der Umgebung, zumal sich herausstellte, dass das Wasser auch bei Krampfadern half. Da Polzin außerdem auch noch landschaftlich reizvoll in der so genannten Pommerschen Schweiz gelegen war, entwickelte sich im 18. Jahrhundert ein florierender Fremdenverkehr. Selbst die preußische Königin Luise gehörte zu den Kurgästen. 1854 eröffneten das Marien- und Victoriabad, ein Jahr darauf nahm das Johanniter-Krankenhaus seinen Betrieb auf, und seit 1857 war Polzin auch ein Moorbad.
Mit der Kommerzialisierung des Kurbetriebes im 18. Jahrhundert rückte die Stadt in das Interesse der Öffentlichkeit. Die Mineralquellen wurden zum dominierenden Wirtschaftsfaktor, der Fremdenverkehr nahm, mit Ausnahme der Kriegsjahre 1914–1918, ständig zu. Diese Entwicklung wurde auch durch den Anschluss an die Eisenbahnlinien nach Schivelbein im Jahre 1897 und nach Bärwalde 1906 gefördert. 
Am Anfang der 1930er Jahre hatte die Gemarkung der Stadtgemeinde Bad Polzin eine Flächengröße von 26,6 km², und im Stadtgebiet standen zusammen 490 bewohnte Wohnhäuser an 16 verschiedenen Wohnstätten:
1. Bahnhof Bad Polzin
2. Friedrichshof
3. Glaserteich
4. Groß Wuggermühle
5. Klein Wuggermühle
6. Lohmühle
7. Luisenbad
8. Neu Ziegelwiese
9. Pfarrweide
10. Polzin, Bad
11. Polziner Ziegelei
12. Stadtforsthaus
13. Walkmühle
14. Weidhoff
15. Wusterhansberg
16. Ziegelscheune

Die Einwohnerzahl stieg von 4500 im Jahre 1875 auf 6900 bei der letzten deutschen Volkszählung 1939. 1938 wurden in Bad Polzin 127.082 Kurgäste gezählt. Mit Beginn des Zweiten Weltkrieges 1939 musste die Stadt jedoch den Kurbetrieb einstellen.
Am 1. Mai 1938 wurde in Bad Polzin das Mutter-Kind-Heim Pommern der NS-Rassenorganisation Lebensborn eröffnet. Die Stadtverwaltung Polzin schenkte Hitler das Kurhaus Luisenbad, in dem sich das Heim bis Ende Februar 1945 befand.
Bis 1945 gehörte Bad Polzin zum Kreis Belgard im Regierungsbezirk Köslin der Provinz Pommern des Deutschen Reichs.
Gegen Ende des Zweiten Weltkriegs besetzten am Montag, dem 5. März 1945, Rotarmisten Bad Polzin. Wie ganz Hinterpommern, wurde die Stadt seitens der sowjetischen Besatzungsmacht nach Beendigung  der Kampfhandlungen  der Volksrepublik Polen zur Verwaltung überlassen. Es begann nun die Zuwanderung polnischer Zivilisten, zunächst hauptsächlich aus Gebieten östlich der neuen polnisch-sowjetischen Grenze. Bad Polzin wurde in Połczyn-Zdrój umbenannt. Soweit die deutschen Einwohner nicht geflohen waren, wurden sie in der darauf folgenden Zeit von der polnischen Administration vertrieben.

Stadtpanorama um 1845[5]
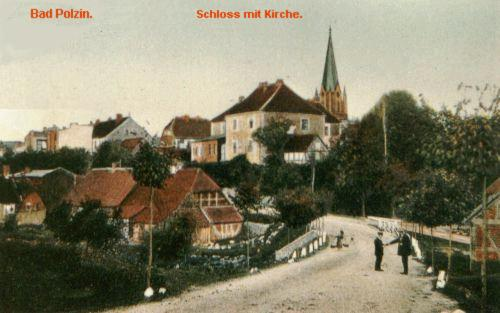
Stadtansicht um 1900

### Demographie
| Jahr | Einwohner | Anmerkungen                                          |
| ---- | --------- | ---------------------------------------------------- |
| 1740 | 1386      | [ 6 ]                                                |
| 1782 | 1414      | darunter 37 Juden                                    |
| 1794 | 1593      | darunter 33 Juden                                    |
| 1812 | 1794      | darunter vier Katholiken und 65 Juden                |
| 1816 | 2129      | darunter vier Katholiken und 106 Juden               |
| 1831 | 2429      | darunter fünf Katholiken und 164 Juden               |
| 1843 | 2994      | darunter neun Katholiken und 248 Juden               |
| 1852 | 3442      | darunter fünf Katholiken und 185 Juden               |
| 1861 | 4034      | darunter 13 Katholiken und 215 Juden                 |
| 1875 | 4475      | [ 7 ]                                                |
| 1880 | 4724      | [ 7 ]                                                |
| 1890 | 4632      | darunter zwanzig Katholiken und 164 Juden            |
| 1905 | 5046      | darunter 36 Katholiken und 110 Juden                 |
| 1910 | 5160      | [ 9 ]                                                |
| 1925 | 5945      | davon 5687 Evangelische, 59 Katholiken und 111 Juden |
| 1933 | 6431      | [ 7 ]                                                |
| 1939 | 6923      | [ 7 ]                                                |

## Religionen
Die bis 1945 anwesende einheimische Bevölkerung war vorwiegend evangelisch. Die nach Kriegsende zugewanderte polnische Bevölkerung ist größtenteils römisch-katholisch.

### Jüdische Glaubensgemeinschaft
In Polzin wohnten seit 1711 auch Juden. Es gab später eine jüdische Gemeinde, die eine Synagoge in der Mühlenstraße 13 baute. 1925 wohnten in Polzin noch etwa 140 Juden in 30 Haushalten. Die Juden wurden nach 1933 wie überall in Deutschland verfolgt. Am 9. November 1938 wurde die Synagoge demoliert. Der Kaufmann Leo Levy wurde an dem Abend von einem SS-Mann erschossen. Alle männlichen Bewohner der Gemeinde wurden für mehrere Monate in ein KZ gesperrt. 1940 wurden fast alle Juden aus Pommern zur Ermordung ins besetzte Polen deportiert.

## Wirtschaft
In der Stadt stellt die Brauerei Fuhrmann S.A. Bier unter der Marke Połczyńskie (frei übersetzt etwa ‚Polziner‘) in verschiedenen Sorten her. Die Firma beruft sich auf die Tradition seit 1825.

## Verkehr
Połczyn-Zdrój hatte bis 1999 Anschluss an die Bahnlinie Choszczno (Arnswalde)–Koszalin (Köslin). 

## Sehenswürdigkeiten
- Die Marienkirche wurde Anfang des 14. Jahrhunderts im gotischen Stil erbaut und von 1850 bis 1860 neugotisch erneuert. Von der Reformation bis 1945 evangelisch wird sie seitdem katholisch genutzt.
- Das barocke Schloss Połczyn-Zdrój wurde im 18. Jahrhundert auf den Grundmauern eines Vorgängerbaus errichtet und wird seit seiner letzten Renovierung von 2007 bis 2013 als Bibliothek und Galerie genutzt.

## Wappen
Blasonierung: „In Silber gespalten, vorn ein roter Balken, hinten auf grünem Dreiberg drei Weinstöcke mit blauen Trauben.“
Der Balken ist das Wappen der Familie Manteuffel, die hier schon im 14. Jahrhundert Rechte hatten, die Rebe bezeugt den Weinbau in dieser nördlichen Gegend. Die seit dem 16. Jahrhundert bekannten Siegel zeigen alle das gleiche Bild.

### Wappendarstellungen unterschiedlicher Epochen

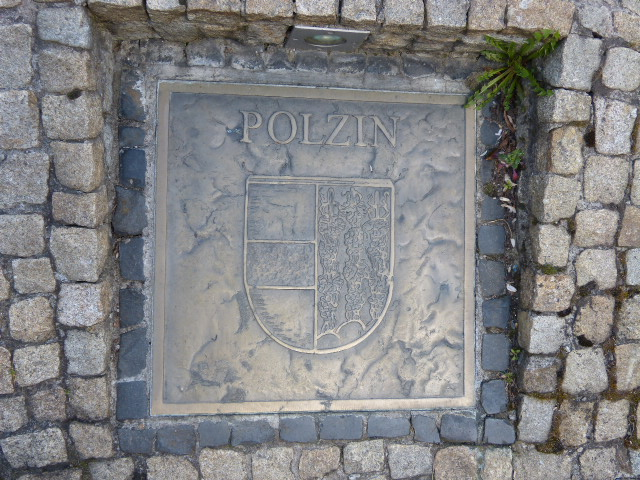
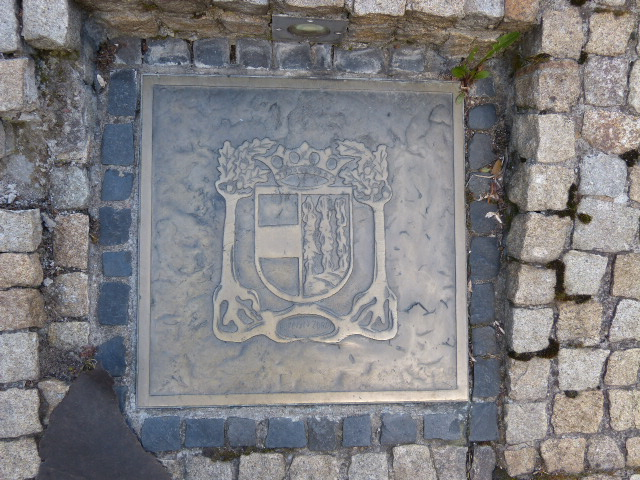
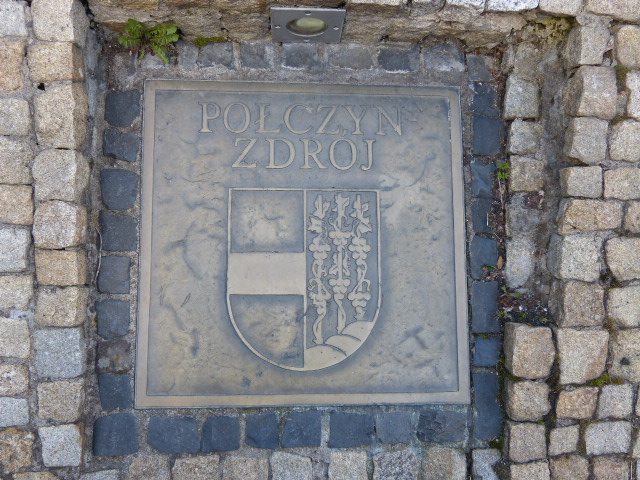
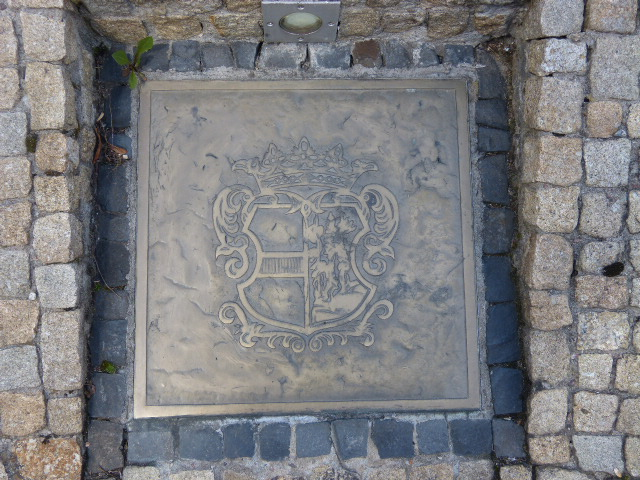
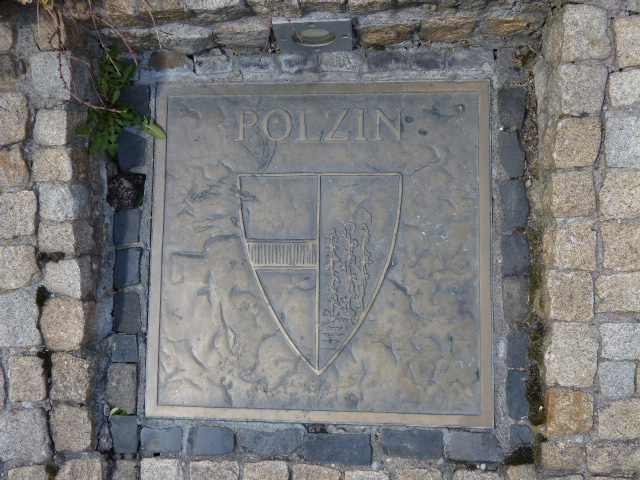

## Städtepartnerschaften
- Controguerra (Italien)
- Templin (Deutschland, Brandenburg)

## Persönlichkeiten

### Söhne und Töchter der Stadt
- Anton von Krockow (1714–1778), deutscher Offizier, preußischer Generalleutnant
- Döring Wilhelm Graf von Krockow (1719–1803), deutscher Offizier, preußischer General der Infanterie
- Heinrich von Manteuffel (1833–1900), Landrat und Mitglied des Deutschen Reichstags
- Martin Zade (1877–1944), deutscher Mediziner
- Adolf Zade (1880–1949), deutscher Pflanzenbauwissenschaftler
- Karl Schröder (1884–1950), deutscher Politiker (KAPD) und Schriftsteller
- Ernst Buske (1894–1930), deutscher Jurist und Geschäftsführer verschiedener Bauernverbände, Persönlichkeit der Bündischen Jugend
- Paulus Hinz (1899–1988), deutscher evangelischer Pfarrer und Kunsthistoriker, Domprediger in Kolberg in Pommern und Superintendent in Halberstadt
- Heinrich Heffter (1903–1975), deutscher Historiker, Hochschullehrer an der TH Braunschweig
- Friedl Behn-Grund (1906–1989), deutscher Kameramann
- Ernst Mundt (1921–1962), Todesopfer an der Berliner Mauer
- Horst Völz (* 1930), deutscher Physiker und Informationswissenschaftler
- Volker Vogeler (1930–2005), deutscher Regisseur und Drehbuchautor
- Peter-Jörg Splettstößer (1938–2024), deutscher Konzeptkünstler und Maler
- Dieter Scherbarth (1939–2022), deutscher Fußballspieler und Fußballtrainer
- Bernd Heinrich (* 1940), deutschamerikanischer Biologe
- Harald Heinze (* 1941), deutscher Politiker (SPD)
- Gerhard Kelling (* 1942), deutscher Schriftsteller
- Heidrun Bründel (* 1944), deutsche Psychologin und Sachbuchautorin
- Susan Denberg (* 1944), eigentlich Dietlinde Ortrun Zechner, ehemalige österreichische Schauspielerin
- Alexandra von Grote (* 1944), deutsche Autorin, Regisseurin und Drehbuchautorin
- Rosemarie Zens (* 1944), deutsche Schriftstellerin und Fotografin
- Robert Atzorn (* 1945), deutscher Schauspieler
- Sławomir Nitras (* 1973), polnischer Politiker

### Mit der Stadt verbunden
- Carl Zoepffel (1784–1846), preußischer Beamter, war von 1809 bis 1815 Bürgermeister von Polzin

## Gmina Połczyn-Zdrój

### Allgemeines
Die Stadt- und Landgemeinde Połczyn-Zdrój zählt auf einer Fläche von 343,71 km² rund 15.000 Einwohner.

#### Gemeindegliederung
Die Gemeinde gliedert sich neben dem gleichnamigen Hauptort in folgende 22 Schulzenämter:
- Bolkowo (Bolkow), Brusno (Brutzen), Buślary (Buslar), Czarnkowie (Alt Liepenfier), Gaworkowo (Gauerkow), Kołacz (Kollatz), Łęgi (Langen), Lipno (Neu Lipenfier), Łośnica (Lasbeck), Nowe Resko (Kolonie Ritzig), Ogartowo (Jagertow), Ogrodno (Kavelsberg), Ostre Bardo (Wusterbarth), Popielewo (Poplow), Przyrowo (Groß Hammerbach), Redło (Redel), Sucha (Zuchen), Szeligowo (Seeligsfelde, 1937–1945 Eichenfelde), Toporzyk (Bramstädt), Wardyń Górny (Hohenwardin), Zajączkówko (Neu Sanskow), Zajączkowo (Alt Sanskow).

Diese Schulzenämter umfassen zahlreiche Ortschaften:
- Borkowo (Birkenfelde), Borucino (Brosland), Bronówko, Bronowo (Brunow), Brzękowice (Eichbringe), Brozowica, Buślarki (Neu Buslar), Dobino (Althütten), Dziwogóra (Dewsberg), Gawroniec (Gersdorf), Grabno (Rabensberg), Gromnik, Grzybnica (Marienfreude), Imienko, Jaźwiny, Jelonki (Heinrichshütte), Kapice (Kappe), Kłokówko (Kolonie Klockow), Kłokowo (Klockow), Kocury (Hagenhorst), Kołaczek (Neu Kollatz), Łąkówko (Lankow), Międzyborze (Luisenbad), Milice (Heinrichshöhe), Niemierzyno (Nemrin), Nowe Borne (Kolonie Alt Hütten), Nowe Ludzicko (Neu Lutzig), Nowy Toporzyk, Ogartówko (Neu Jagertow), Ostrowąs (Wusterhansberg), Pasieka (Altland), Plebanówka (Pfarrweide), Popielawy (Poplower Mühle), Popielewice (Vorwerk Poplow), Popielewko (Klein Poplow), Porąbka (Stubbenberg), Prosno (Laubberg), Przyrówko (Klein Hammerbach), Rzęsna (Vorbruch), Samogórze (Weissenbruch), Sękorady (Sophienhof), Słowianki, Stare Resko (Ritzig), Tychówko (Woldisch Tychow), Wardyń Dolny (Groß Wardin), Widów (Weidhoff), Zaborze (Waldhof), Zdroiska (Krummelsborn), Zdroje (Räubersberg), Żolędno (Eichhof).